# Mahmoud Al-Khatib
Mahmoud Al-Khatib (Aga, Ad Daqahliyah, 30 oktober 1954) is een voormalig Egyptisch profvoetballer die speelde als aanvaller. Hij speelde tussen 1972 en 1988 voor Al-Ahly en kwam tussen 1974 en 1986 als international uit voor het Egyptisch voetbalelftal. Al-Khatib was een van de succesvolste voetballers die Egypte ooit heeft gehad. Zo won hij met Al-Ahly tien keer het Egyptisch landskampioenschap, acht keer de Beker van Egypte, twee keer de Afrikaanse beker der kampioenen en drie keer de CAF Beker der Bekerwinnaars. In 1983 werd hij verkozen tot beste Afrikaanse speler. Tot 2017 had geen enkele Egyptische speler die prijs eerder behaald (landgenoot Mohamed Salah kreeg deze prijs zowel in 2017 als 2018 uitgereikt). In 2007 werd Mahmoud Al-Khatib door de CAF gekozen tot de een na beste speler van Afrika van de afgelopen vijftig jaar. Sinds november 2017 is Al-Khatib voorzitter van Al-Ahly.

## Score-overzicht Al-Khatib
Egyptische Premier League
| Seizoen | Aantal Goals   |
| ------- | -------------- |
| 72/73   | 2              |
| 73/74   | 3              |
| 74/75   | 23             |
| 75/76   | 15             |
| 76/77   | 10             |
| 77/78   | 11 (topscorer) |
| 78/79   | 7              |
| 79/80   | 11             |
| 80/81   | 11 (topscorer) |
| 81/82   | 4              |
| 82/83   | 3              |
| 83/84   | 1              |
| 84/85   | 3              |
| 85/86   | 2              |
| 86/87   | 1              |
| 87/88   | 1              |
| Totaal  | 108            |

CAF beker voor landskampioenen
| Jaar   | Aantal goals |
| ------ | ------------ |
| 1976   | 1            |
| 1977   | 4            |
| 1981   | 6            |
| 1982   | 6            |
| 1983   | 6            |
| 1987   | 5            |
| Totaal | 28           |

## Erelijst
Als speler
 Al-Ahly
- Premier League: 1974/75, 1975/76, 1976/77, 1978/79, 1979/80, 1980/81, 1981/82, 1984/85, 1985/86, 1986/87
- Beker van Egypte: 1977/78, 1980/81, 1982/83, 1983/84, 1984/85
- African Cup of Champions Clubs: 1982, 1987
- African Cup Winners' Cup: 1984, 1985, 1986

 Egypte
- African Cup of Nations: 1986

Individueel
- Afrikaans voetballer van het jaar: 1983
- Dream Team Afrikaans kampioenschap voetbal: 1980
- IFFHS Legends: 2016
- Topscorer Egyptische Premier League: 1977/78, 1980/81

- Gemeinsame Normdatei: 121243031X
- Virtual International Authority File: 4584159337569213150002